# Adalgis (prénom)
Pour l’article homonyme, voir Adalgis.
Cette page présente le prénom Adalgis ainsi que ses variantes.
Adalgis est un prénom épicène.

## Étymologie
Adalgis est un prénom féminin ou masculin d'origine germanique issu de adal « noble » et de gisal « otage » ou gisil « flèche ».

## Variantes
Adalgise, Adalgisel, Adelgise, Algise, Adalgisus, Adalchi(s), Adelchi(s), Adalgiso, Adalgisa, Adelgisa.

## Personnalités
- Adalgisel ou Adalgis, maire du palais d'Austrasie de 634 à 639 ;
- Adalgis (740-788) prince lombard ;
- Adalgis de Spolète, prince franc de Spolète de 824 à 834 ;
- Adalgis de Bénévent, prince lombard de Bénévent de 853 à 878 ;
- Adalgise ou Agalgis, chambrier de Charlemagne ;
- Adalgisa : jeune prêtresse dans l'opéra Norma de Bellini.

## Saint
- Adalgis de Novare († 848), évêque de Novare de 830 à 848 ;
- Adalgis de Thiérache († 670), évangélisateur de Thiérache.